# Cantonul Châteauroux-Est
Cantonul Châteauroux-Est este un canton din arondismentul Châteauroux, departamentul Indre, regiunea Centru, Franța.

## Comune
- Châteauroux (parțial, reședință)
- Déols
- Montierchaume